# 潘时龙
潘时龙（1982年5月—），男，安徽当涂人，中华人民共和国科学家。现任南京航空航天大学电子信息工程学院常务副院长。

## 经历
2000年9月，进入清华大学电子工程系就读。2008年7月，取得博士学位，并前往渥太华大学微波光子学实验室深造。2010年10月，开始于南京航空航天大学任教。
2022年5月3日，获颁中国青年五四奖章。
他是电气电子工程师学会会士、国际工程技术学会会士、国际光电工程学会会士、光学学会会士。